# 堀靖英
堀 靖英（ほり やすひで、1973年〈昭和48年〉1月21日 - ）は、岡山放送 (OHK) のアナウンサー。
愛知県知多市出身。横浜市立大学卒業後の1995年に岡山放送に入社。同期に同局アナウンサーの上岡元と元同局アナウンサーの竹下美保がいる。2021年秋頃にアナウンサープロフィールが削除されているが異動はしていない。

## 担当番組
- OHKスーパーニュース - メインキャスター
- OHKてれび時評 - メインキャスター
- OHKスポーツスピリッツ[3]
- FNNスピーク ローカルパート[3]
- OHKフラッシュニュース[3]
- トピックス四国
- ニュースチャージ - メインキャスター（2010年1月 - 2011年3月）
- ファジ☆スタ - 下記『スポeもん』の内包番組となった後も引き続き担当。
- 金曜G7 - 「ドリーム☆スポーツ」担当キャスター（2012年4月 - 2013年）
- スポeもん
- OHKみんなのニュース - スポーツコーナー担当
- OHKプライムニュース - スポーツコーナー担当
- スポーツ中継（香川丸亀国際ハーフマラソンなど） - 実況担当
- FNN Live News days ローカルパート
- Live News イット! 土曜・日曜版ローカルパート